# Bieńczyce (Kraków)
Bieńczyce – obszar Krakowa wchodzący w skład Dzielnicy XVI Bieńczyce, dawna podkrakowska wieś. Obecnie teren ten jest intensywnie zurbanizowany. W zabudowie dominują w większości bloki, ale również domki jednorodzinne w północno-wschodniej części dzielnicy.

## Historia
Nazwa Bieńczyce pochodzi od właściciela wsi Bienia (Benedykta). Po raz pierwszy wzmiankowana jest w dokumentach w 1224. Wieś najpierw należała do Kościoła św. Michała Archanioła i św. Stanisława Biskupa na Skałce, od 1317 do kościoła św. Floriana. W 1391 powstał we wsi pierwszy młyn nad Dłubnią, drugi w 1449 napędzany istniejącą do dziś młynówką. W 2. połowie XV wieku zbudowano dwór z folwarkiem (do dziś przy ul. Kaczeńcowej w sąsiedztwie stawu zachowały się dwór i oficyna z pocz. XX wieku). W późniejszym czasie wieś Bieńczyce stanowiła uposażenie kanoników katedry wawelskiej, na tej zasadzie władał nią Hugo Kołłątaj. Po II rozbiorze Polski wieś została mu skonfiskowana. W XIX wieku przez Bieńczyce została przeprowadzona droga do Kocmyrzowa, wzdłuż której pod koniec lat 90. XIX wieku wybudowano linię kolejową nr 111 (tzw. „Kocmyrzówkę”). Linia została zlikwidowana na początku lat 70. XX wieku, a o jej istnieniu świadczą do dziś zachowane pozostałości torów, resztki dwóch mostów kolejowych nad Dłubnią i jej młynówką oraz zachowany do dzisiaj budynek stacji kolejowej Bieńczyce przy ulicy Stadionowej. W 1949 na polach we wschodniej części wsi rozpoczęto budowę miasta Nowa Huta. W 1951 miejscowość została, wraz z pozostałymi miejscowościami na obszarach których rozpoczęto budowę Nowej Huty, przyłączona do Krakowa jako LIV dzielnica katastralna.
W latach 1962–1979 na terenie dawnej wsi, włączonej w granice Krakowa, zrealizowano założenie architektoniczno-urbanistyczne Bieńczyce Nowe, w zamierzeniu stanowiące rozbudowę dzielnicy Nowa Huta w kierunku północno-zachodnim. W 1959 roku w wyniku konkursu na projekt założenia wybrano koncepcję autorstwa warszawskiej architekt Jadwigi Guzickiej z zespołem, w którym za projekt urbanistyczny odpowiadali Anna Basista i Jan Lewandowski, a za architekturę budynków Kazimierz Chodorowski, Stefan Golonka oraz konstruktor dr inż. Tadeusz Kantarek. Całe założenie było projektowane dla ok. 30 tys. mieszkańców – ok. 5,5 tys. na jednym osiedlu. Cechuje je luźna zabudowa budynkami wolnostojącymi z przeważającą zabudową 5- i 11-kondygnacyjną. Główną osią zespołu urbanistycznego jest park Planty Bieńczyckie, wzorowany na Plantach Krakowskich, który spaja osiedla wchodzące w skład zespołu w jedną urbanistyczną całość. Wzdłuż parkowej osi zaplanowano obiekty użyteczności publicznej – szkoły, przedszkola, domy handlowe, domy kultury, biblioteki. W skład Bieńczyc Nowych wchodzą osiedla noszące nazwy: Strusia, Kalinowe, Na Lotnisku, Wysokie, Kazimierzowskie, Jagiellońskie, Przy Arce, Niepodległości, Albertyńskie oraz Złotej Jesieni. Nieliczne pozostałości starej zabudowy dawnej wsi zlokalizowane są przy ulicach Fatimskiej i Cienistej. Obszary te jednak na przestrzeni lat przynależności do miasta Krakowa uległy silnej urbanizacji i dziś w większości stanowią zwartą, miejską tkankę zabudowy jednorodzinnej.
Miejscowość należała do parafii św. Małgorzaty w Raciborowicach. Na terenie Bieńczyc znajdowała się mała kaplica będąca filią kościoła parafialnego. W latach 1967–1977 powstała nowoczesna świątynia Matki Bożej Królowej Polski zwana „Arką Pana” – był to pierwszy kościół wybudowany w obrębie jednego z osiedli Nowej Huty, a nie na jej dalekich obrzeżach – głównie dzięki staraniom bpa Karola Wojtyły i mieszkańców. W latach 80. XX wieku okolice „Arki Pana” były jednym z najważniejszych miejsc manifestacji dla Krakowskiej i nowohuckiej „Solidarności” – comiesięczne nabożeństwa fatimskie gromadziły niekiedy kilka tysięcy demonstrantów. Podczas jednego z nich, 13 października 1982 roku funkcjonariusz SB kpt. Andrzej Augustyn śmiertelnie ranił dwudziestoletniego robotnika, Bogdana Włosika.
W latach 1976–1993 wybudowano Krakowski Szpital Specjalistyczny im. L. Rydygiera. W latach 1990–1997 przy ul. Fatimskiej powstało Hospicjum św. Łazarza, a w 2002 kompleks Sal Królestwa Świadków Jehowy. Na terenie dzielnicy znajdują się także Zalew Nowohucki oraz Klub Sportowy „Wanda”.
Oprócz pozostałości linii kolejowej na obszarze Bieńczyc zachowały się:
- kilka starych chałup;
- dom Polskiego Towarzystwa Gimnastycznego „Sokół”, wybudowany z inicjatywy Franciszka Ptaka, najbardziej znanego obywatela Bieńczyc, działacza ruchu ludowego, przyjaciela Wincentego Witosa i Włodzimierza Tetmajera, wspomnianego w „Weselu” Stanisława Wyspiańskiego. Dom zbudowali i składali się na niego mieszkańcy Bieńczyc na parceli ofiarowanej przez Franciszka Ptaka i pod jego kierownictwem i udziałem finansowym;
- ruiny młyna Lelitów nad dłubniańską młynówką;
- Dwór Bieńczycki, pochodzący z początku XX wieku;

Przy ulicy Kaczeńcowej znajduje się staw będący użytkiem ekologicznym.

## Galeria

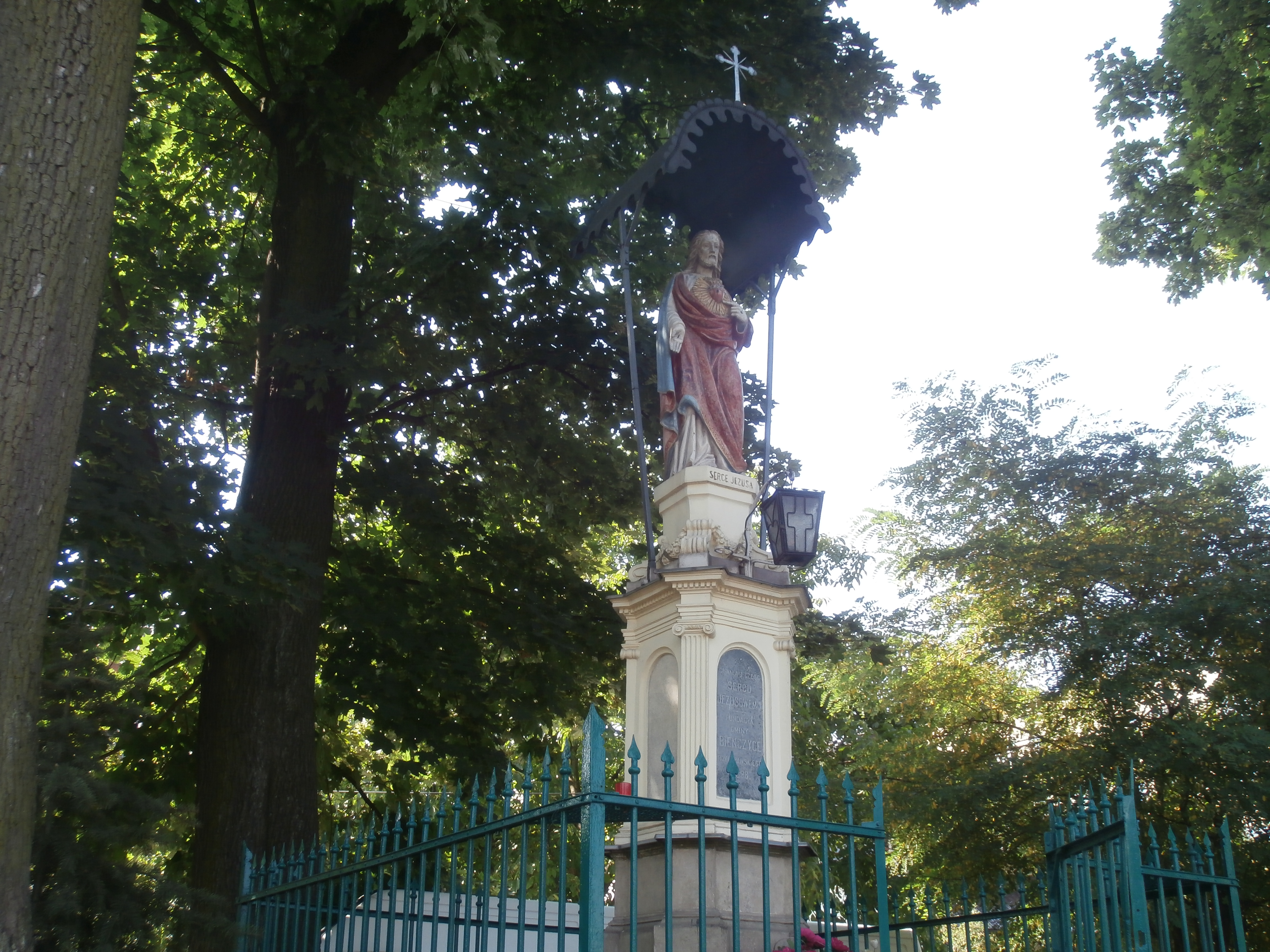
Kapliczka Najświętszego Serca Pana Jezusa, filia Kościoła w Raciborowicach
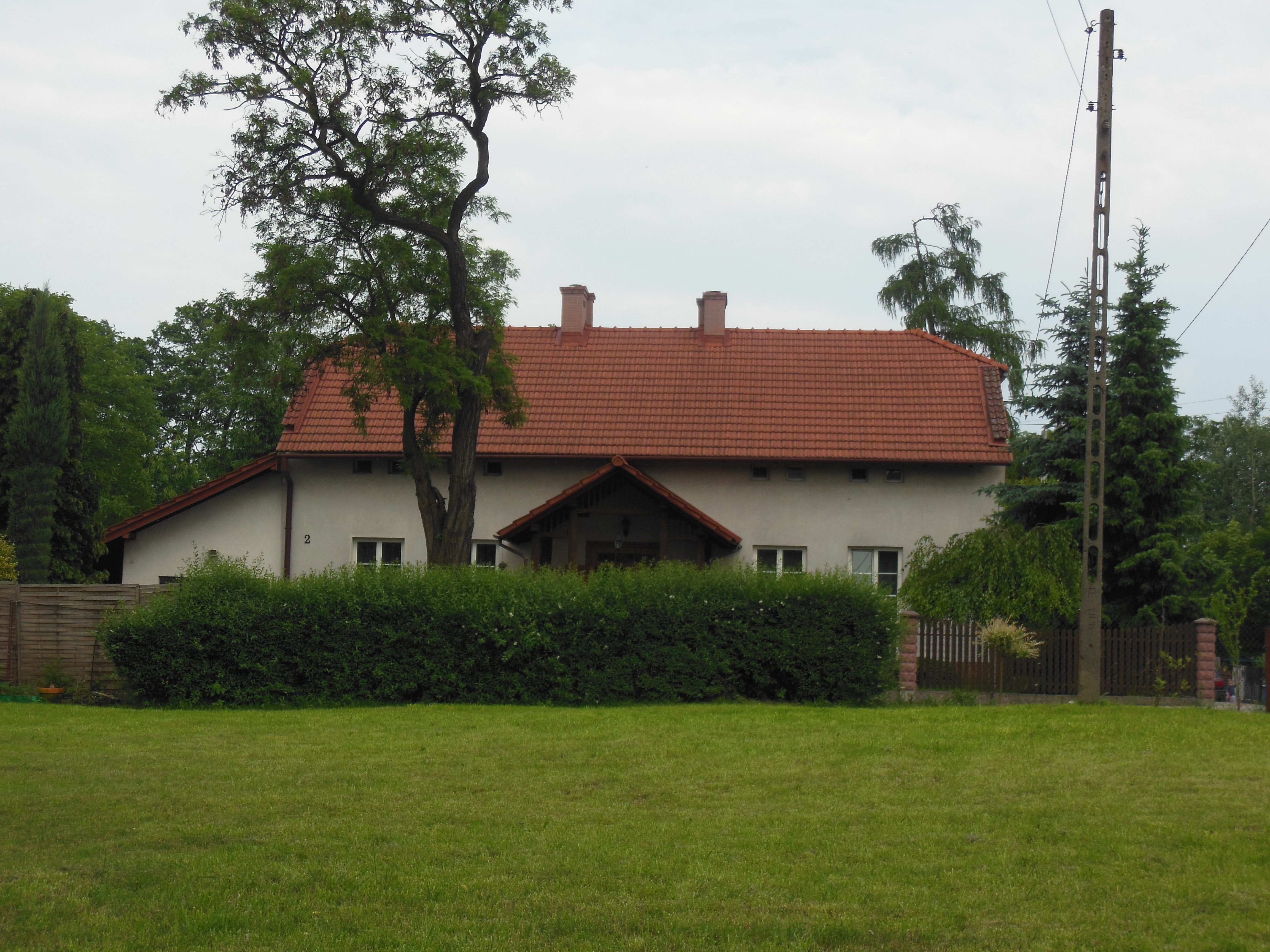
Dworek w Bieńczycach
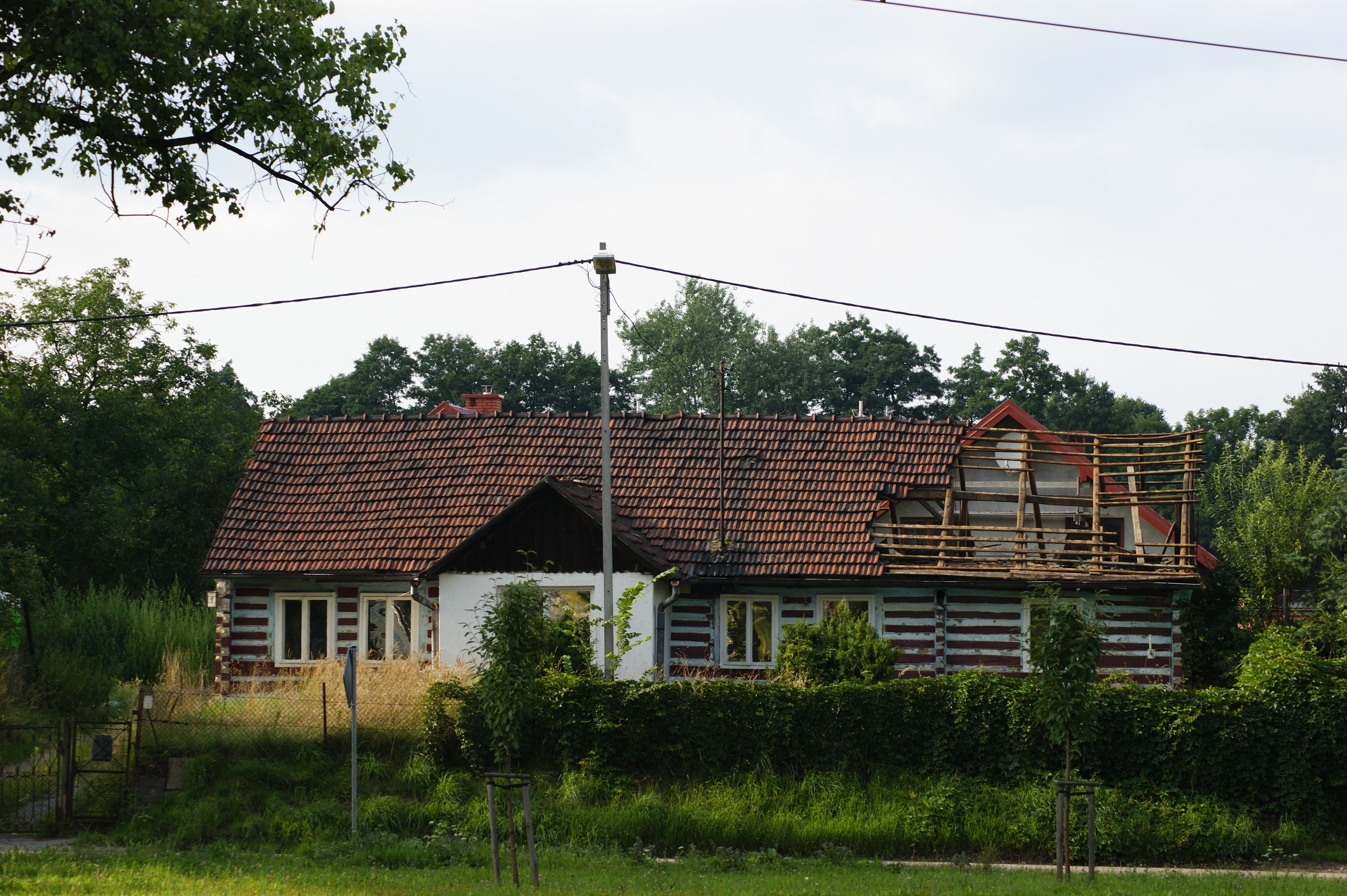
Bieńczycka chałupa (rozebrana w listopadzie 2011)
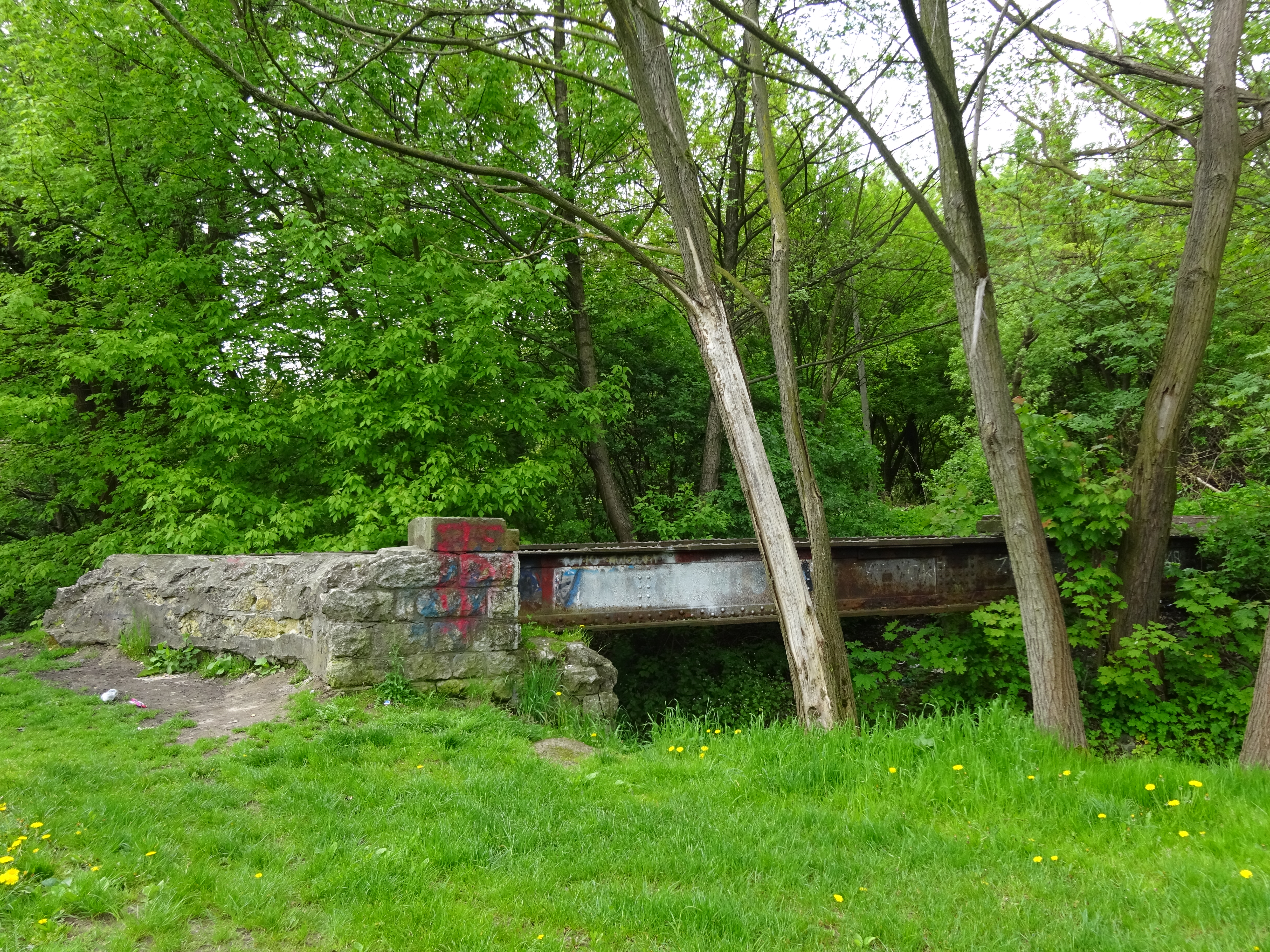
Stary most kolejowy nad młynówką na trasie dawnej linii kolejowej nr 111
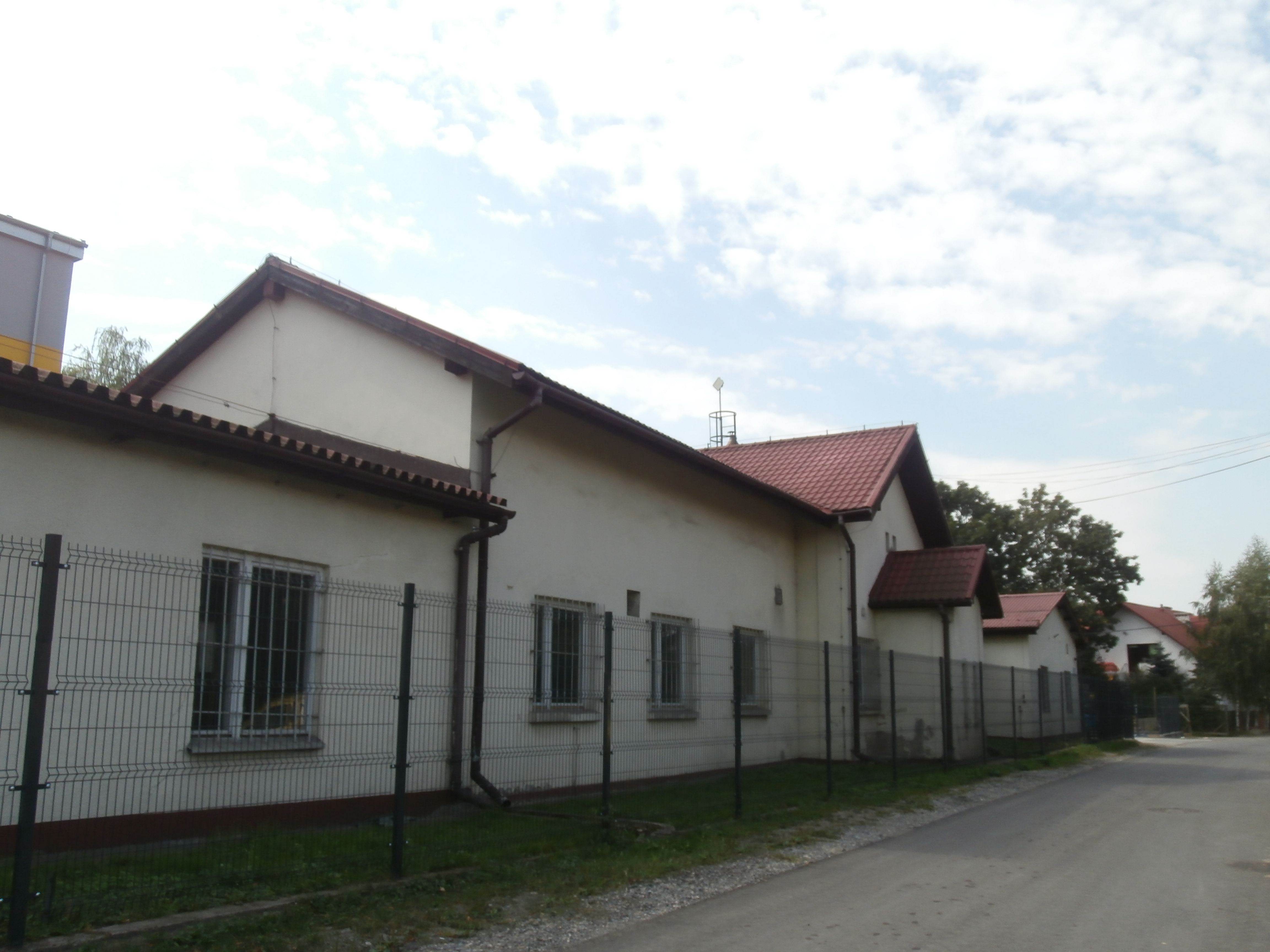
Dawny budynek stacji kolejowej na trasie linii kolejowej nr 111 w Bieńczycach
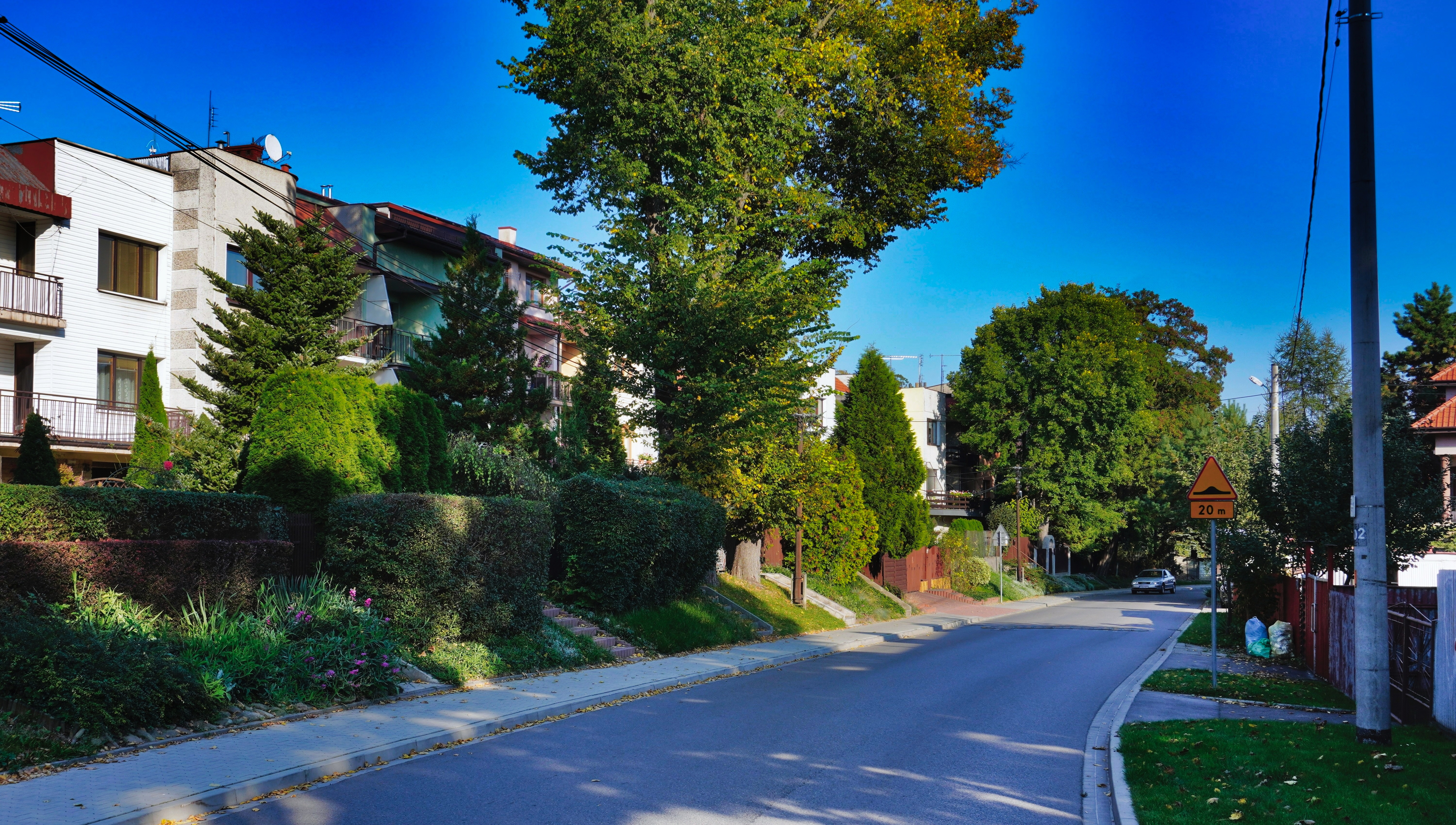
Zabudowa szeregowa i jednorodzinna w Bieńczycach przy ul. Cienistej
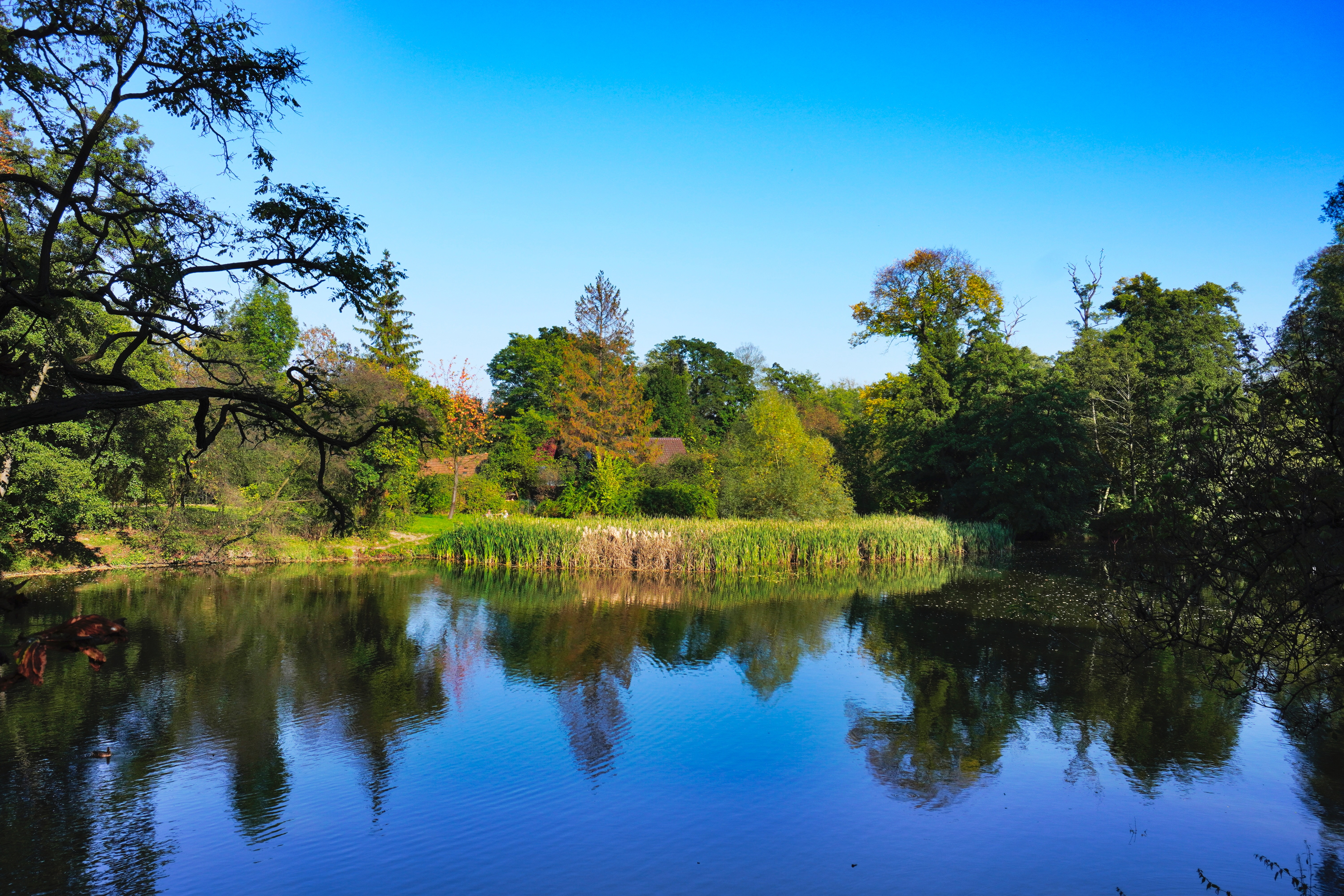
Staw przy ul. Kaczeńcowej
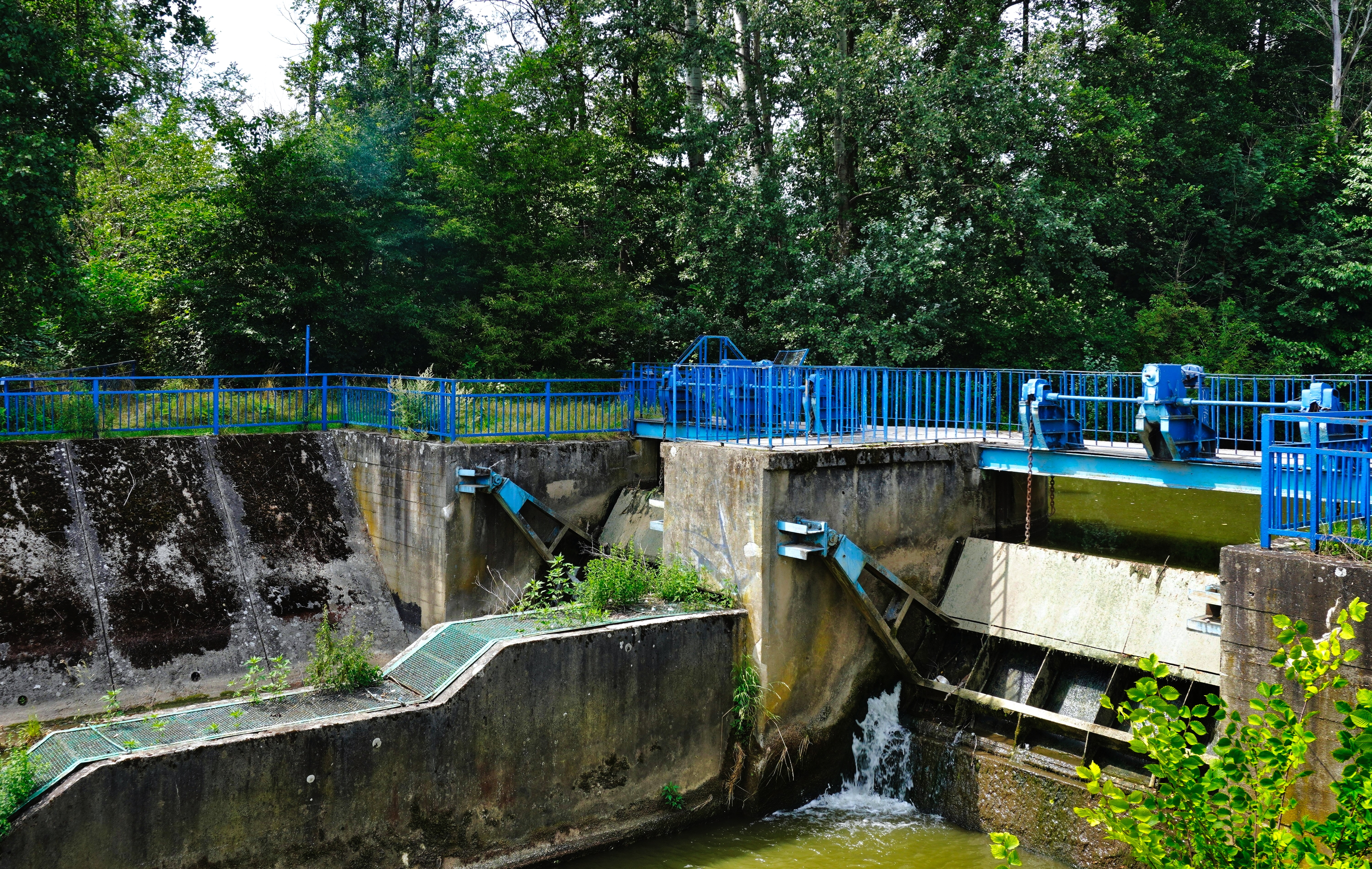
Jaz na rzece Dłubni
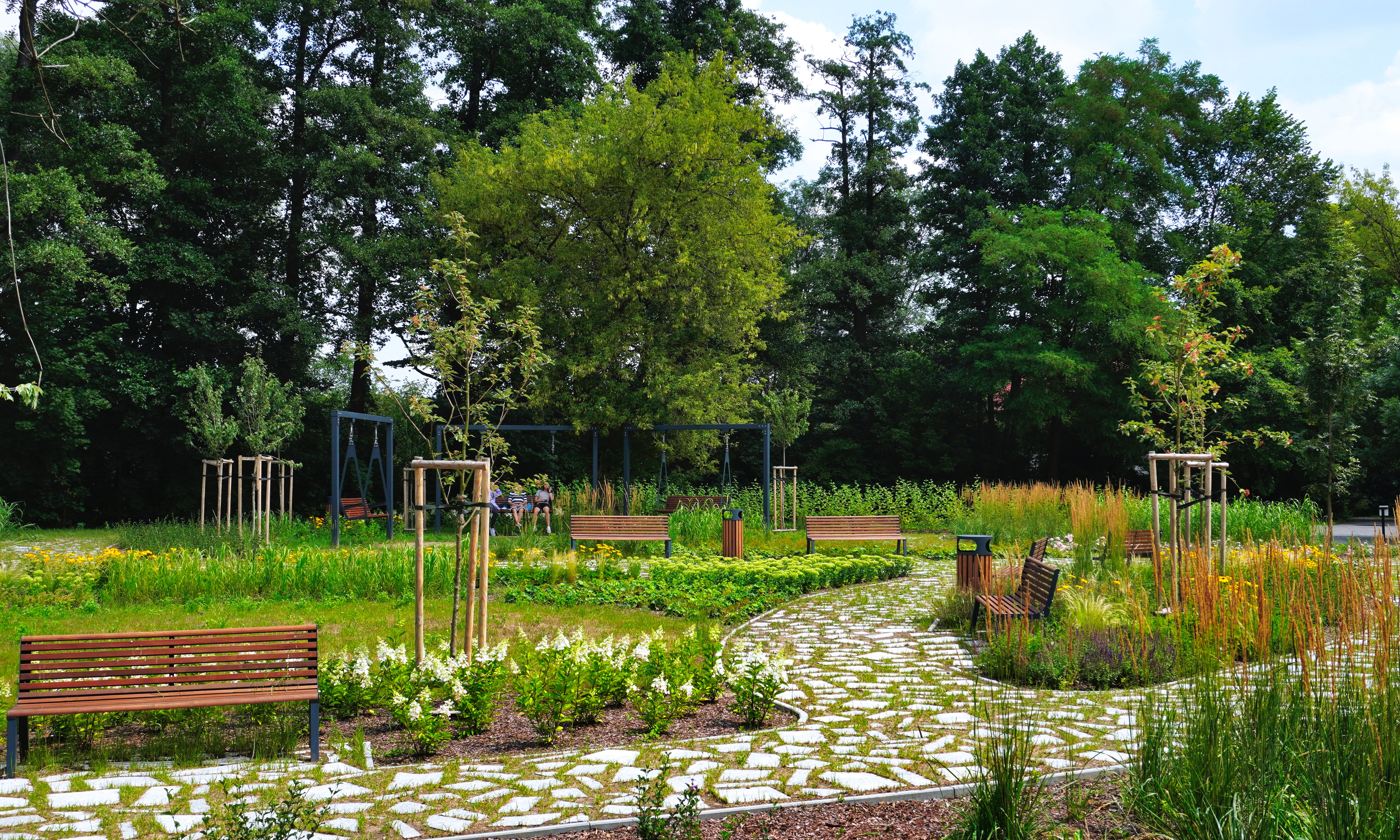
Ogród nad Stawem przy ul. Kaczeńcowej
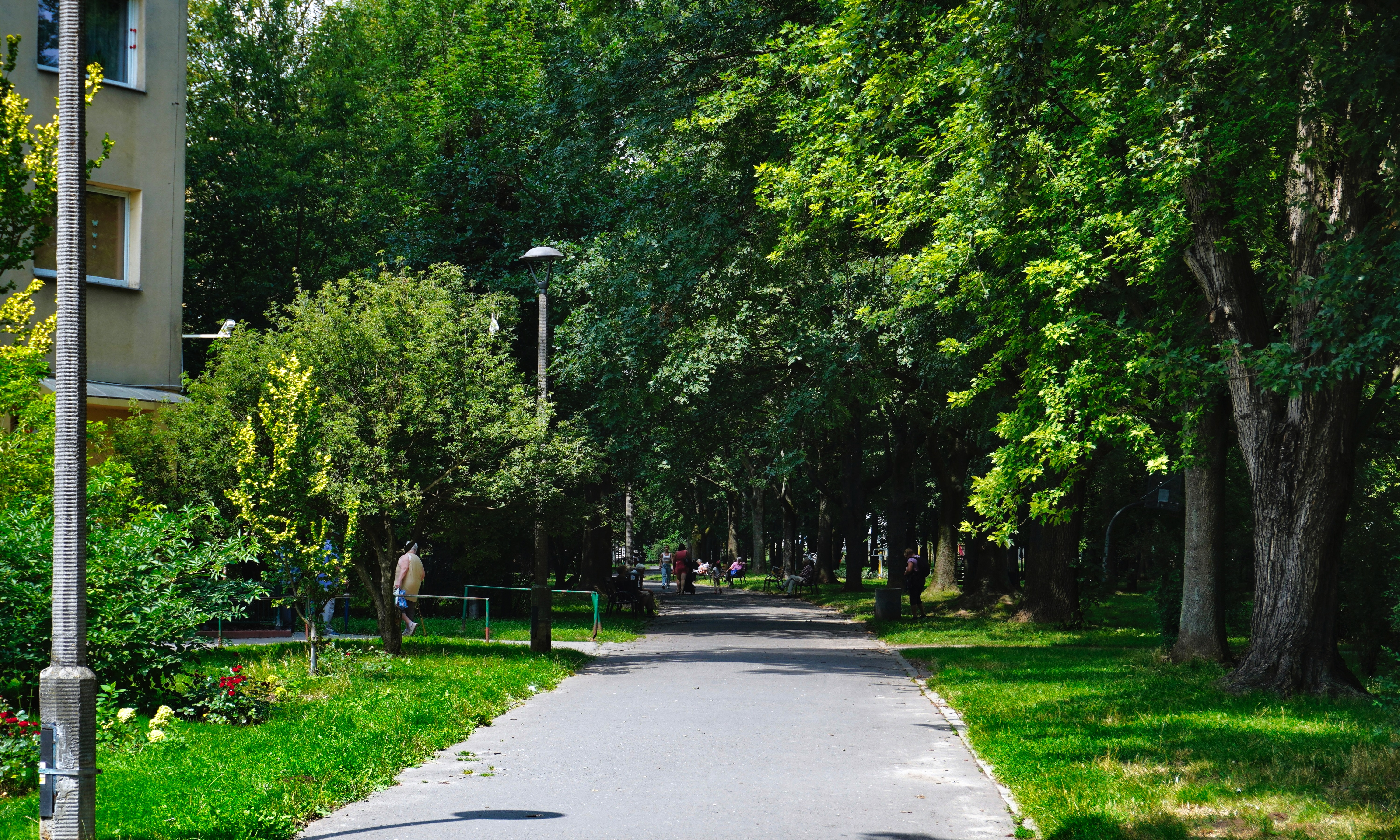
Planty Bieńczyckie
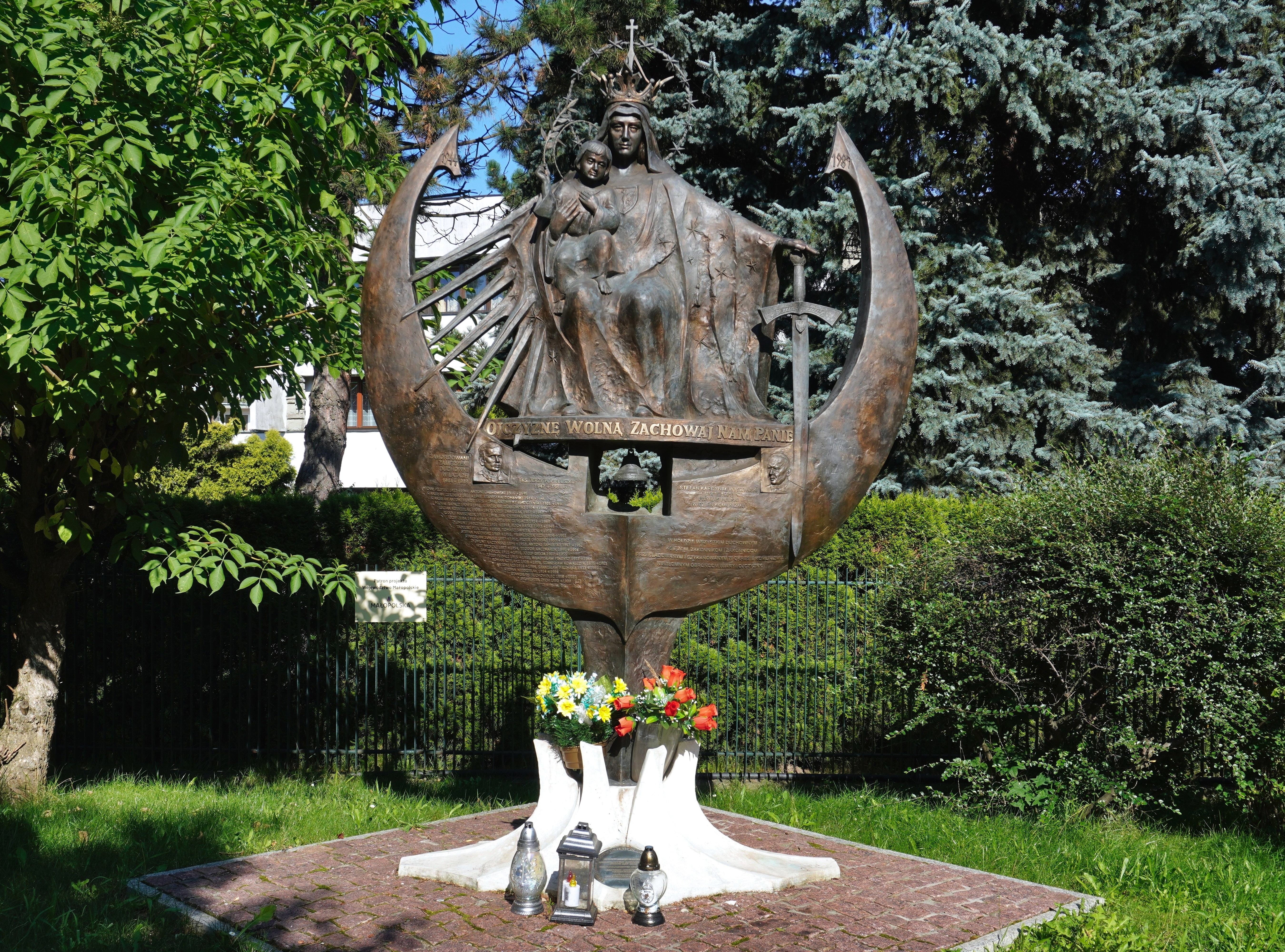
Figura Matki Bożej Królowej Pokoju
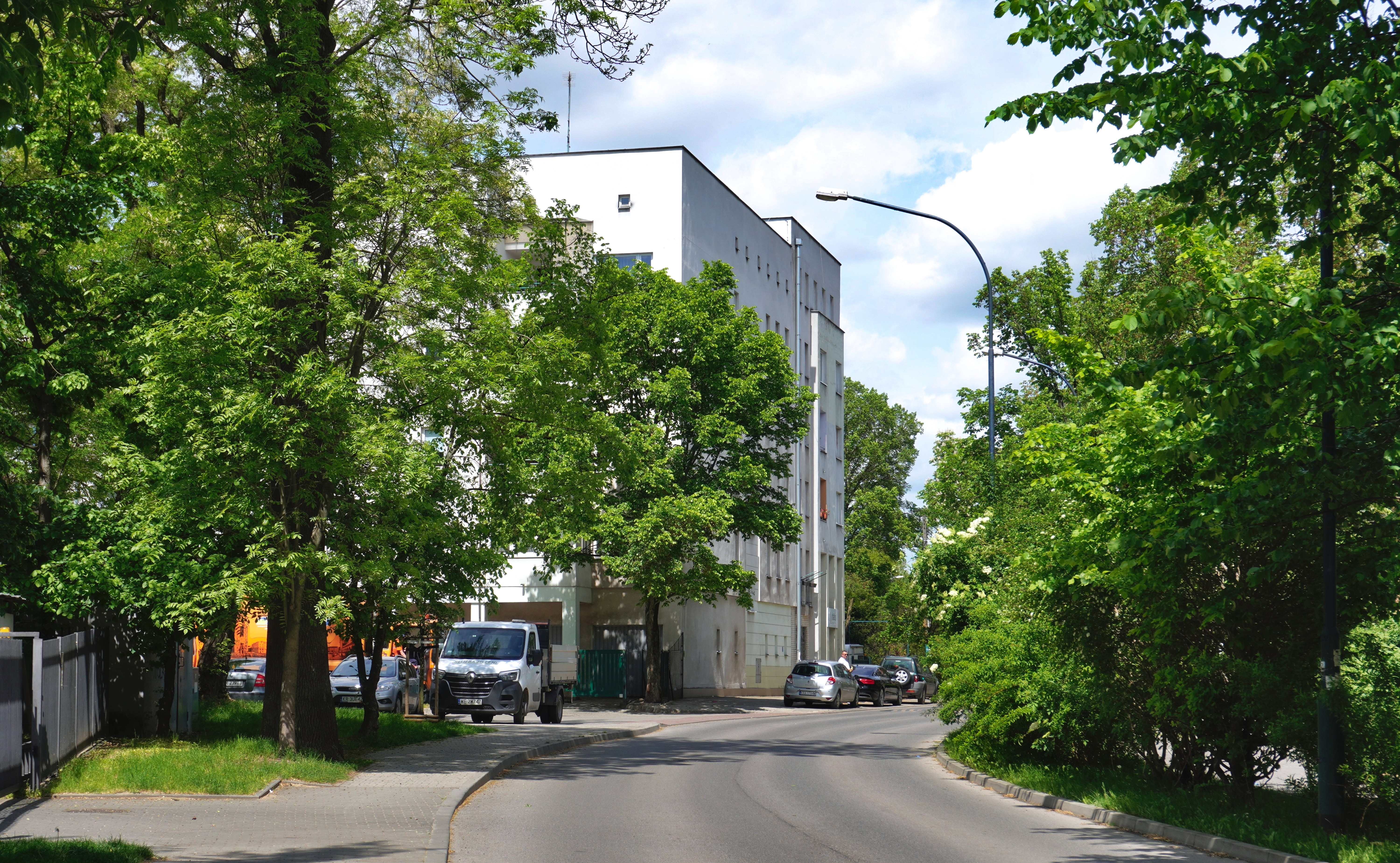
Ulica Fatimska
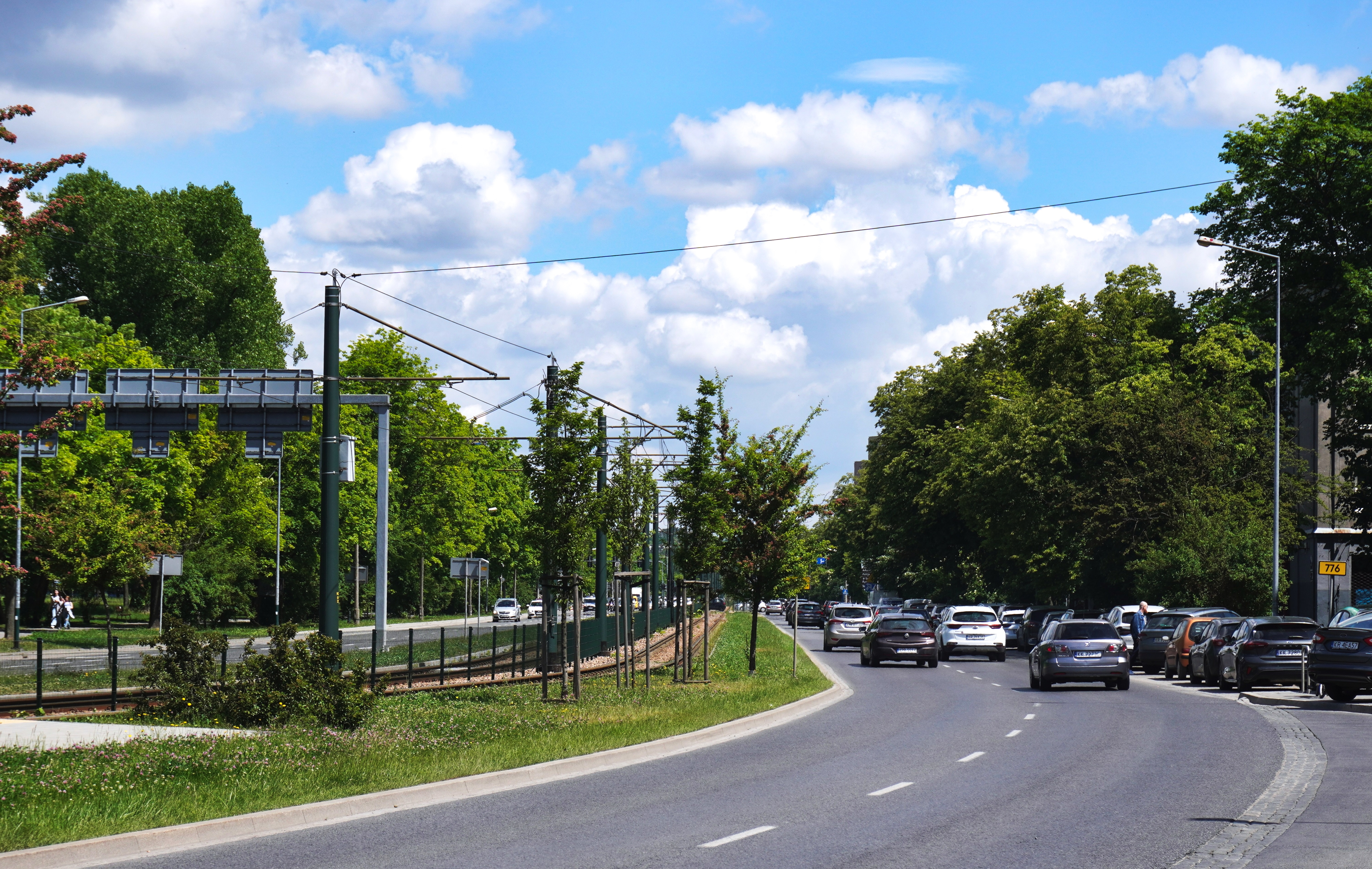
Ulica Kocmyrzowska
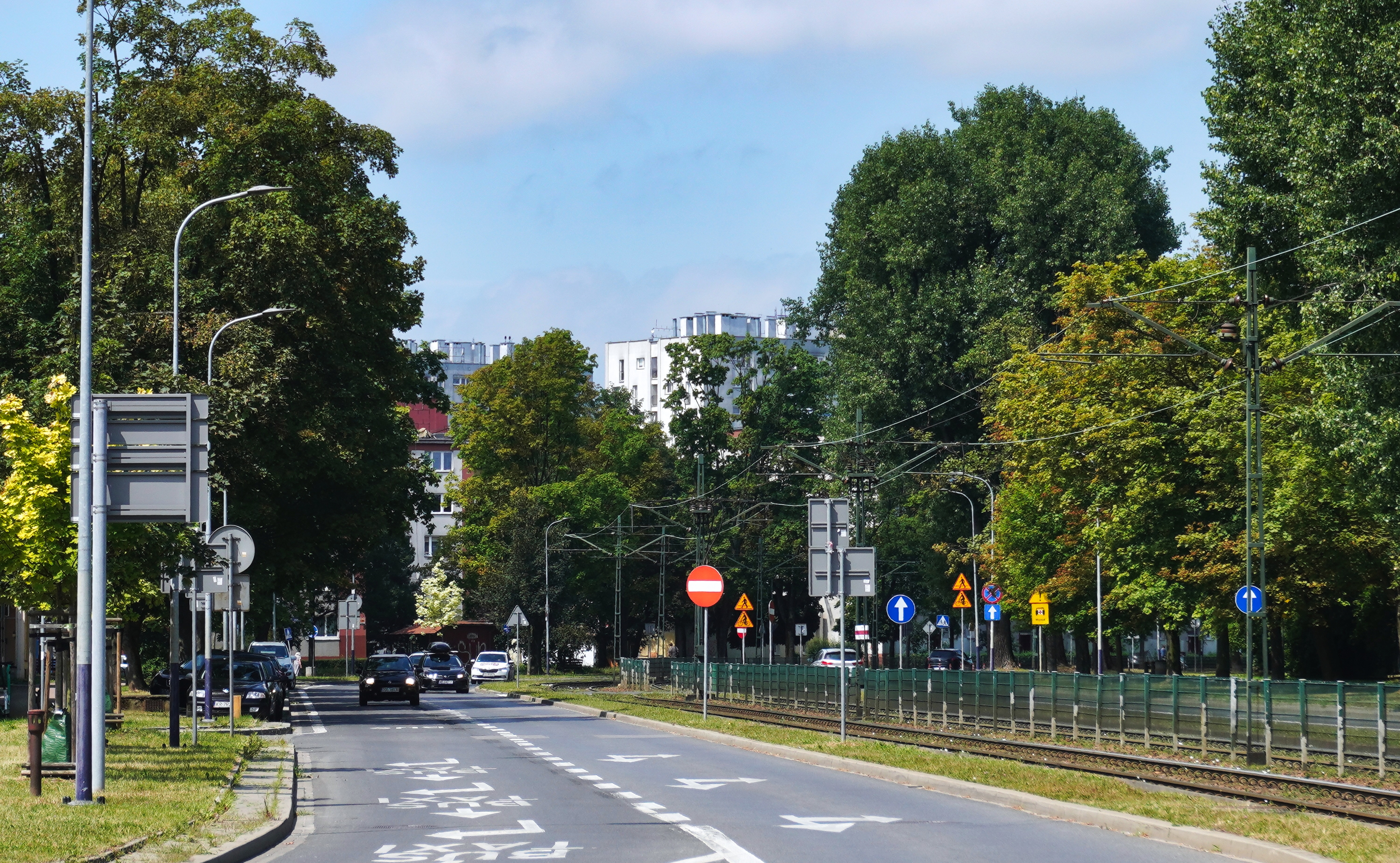
Ulica Stanisława Mikołajczyka
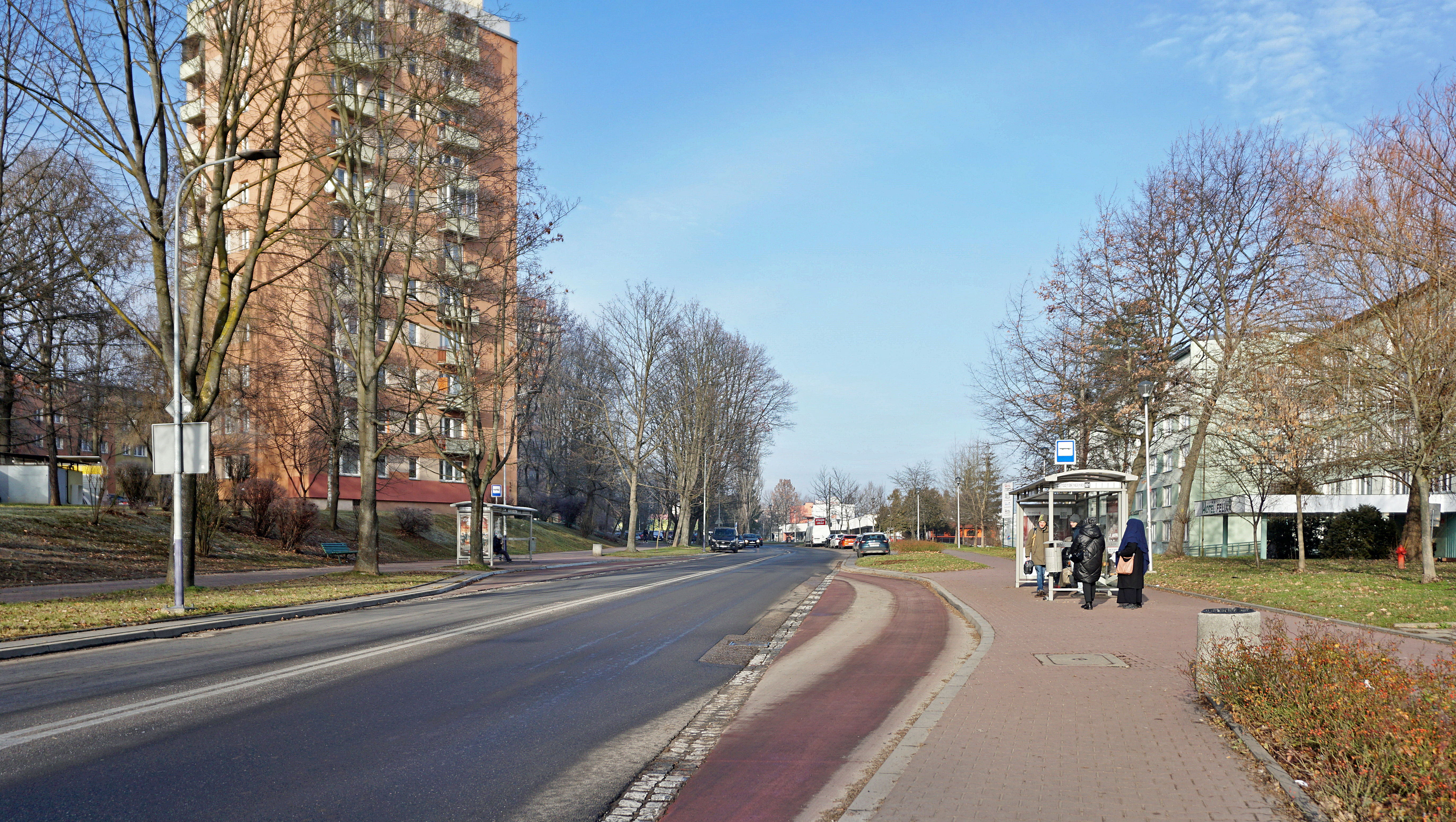
Ulica Obrońców Krzyża. Z lewej strony zabudowa osiedla Jagiellońskiego
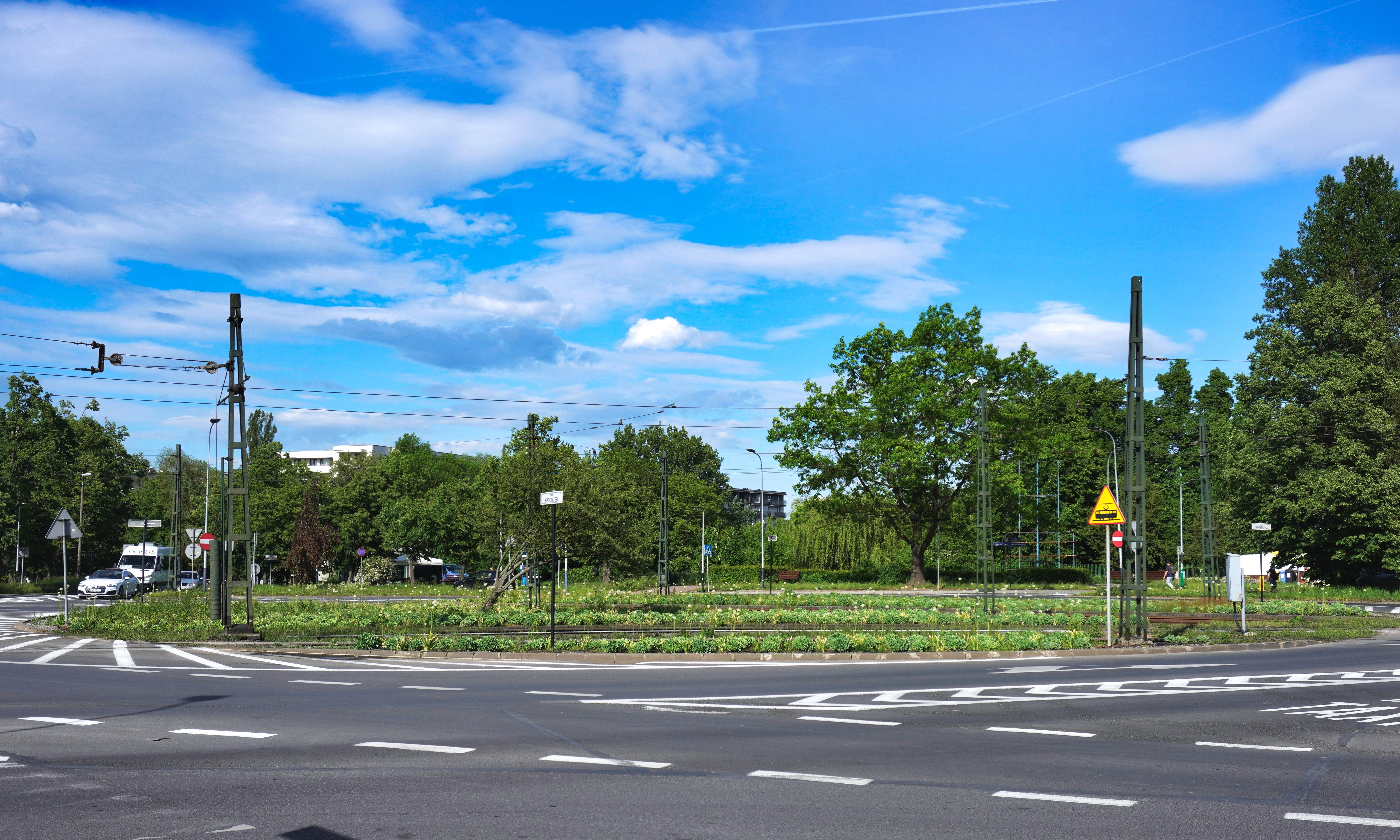
Rondo Hipokratesa
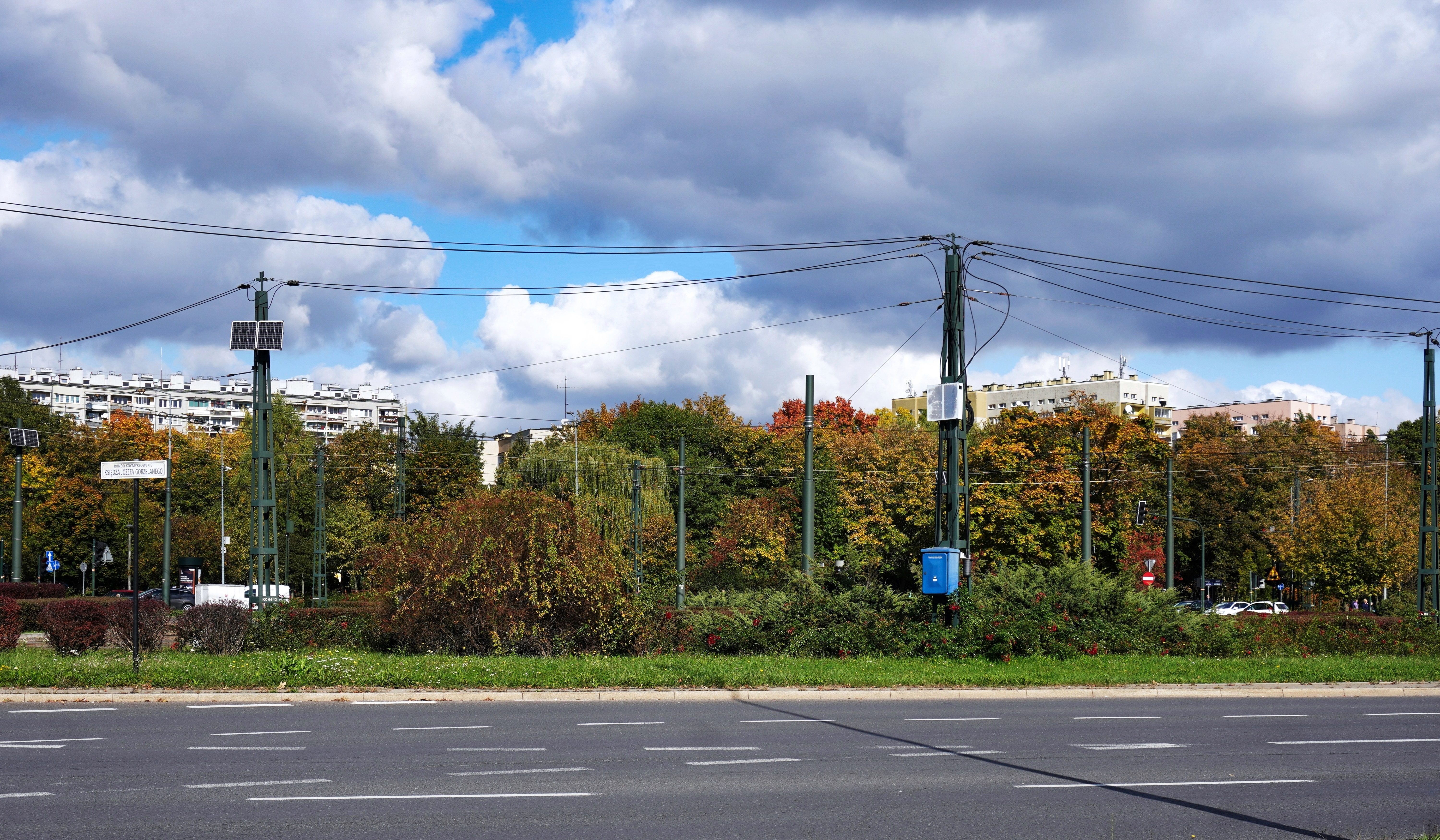
Rondo Kocmyrzowskie
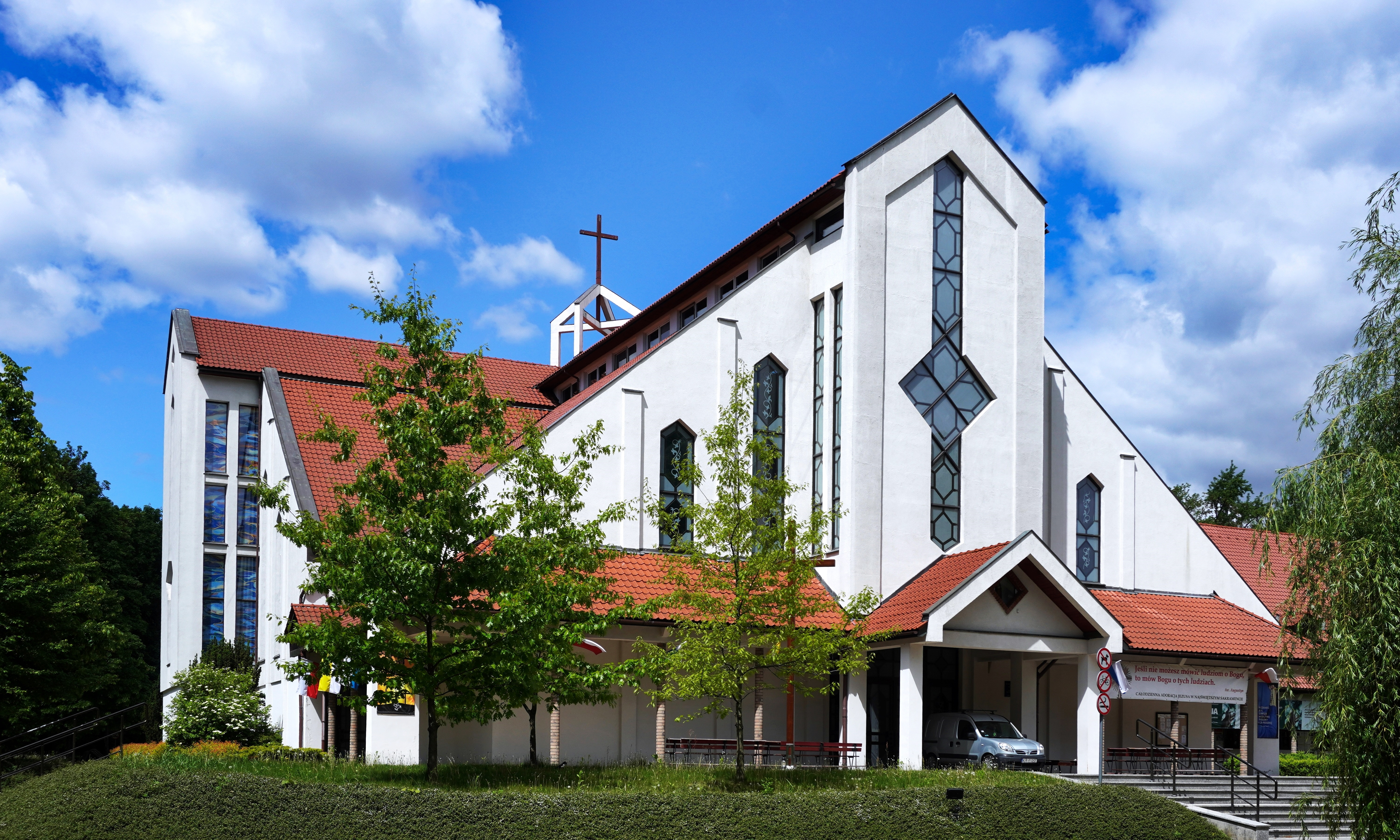
Kościół św. Józefa Oblubieńca Najświętszej Maryi Panny
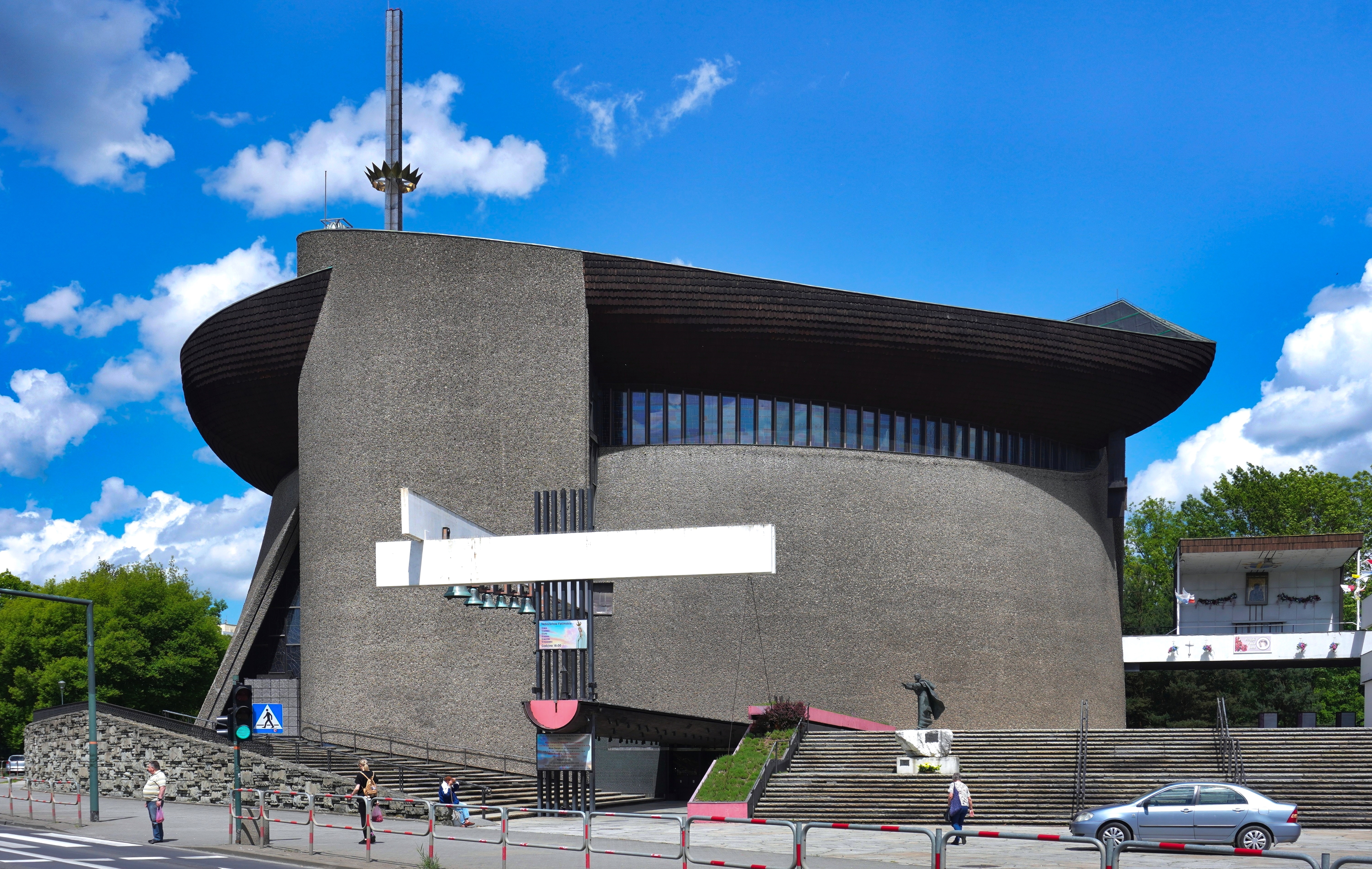
Kościół Matki Bożej Królowej Polski (Arka Pana)
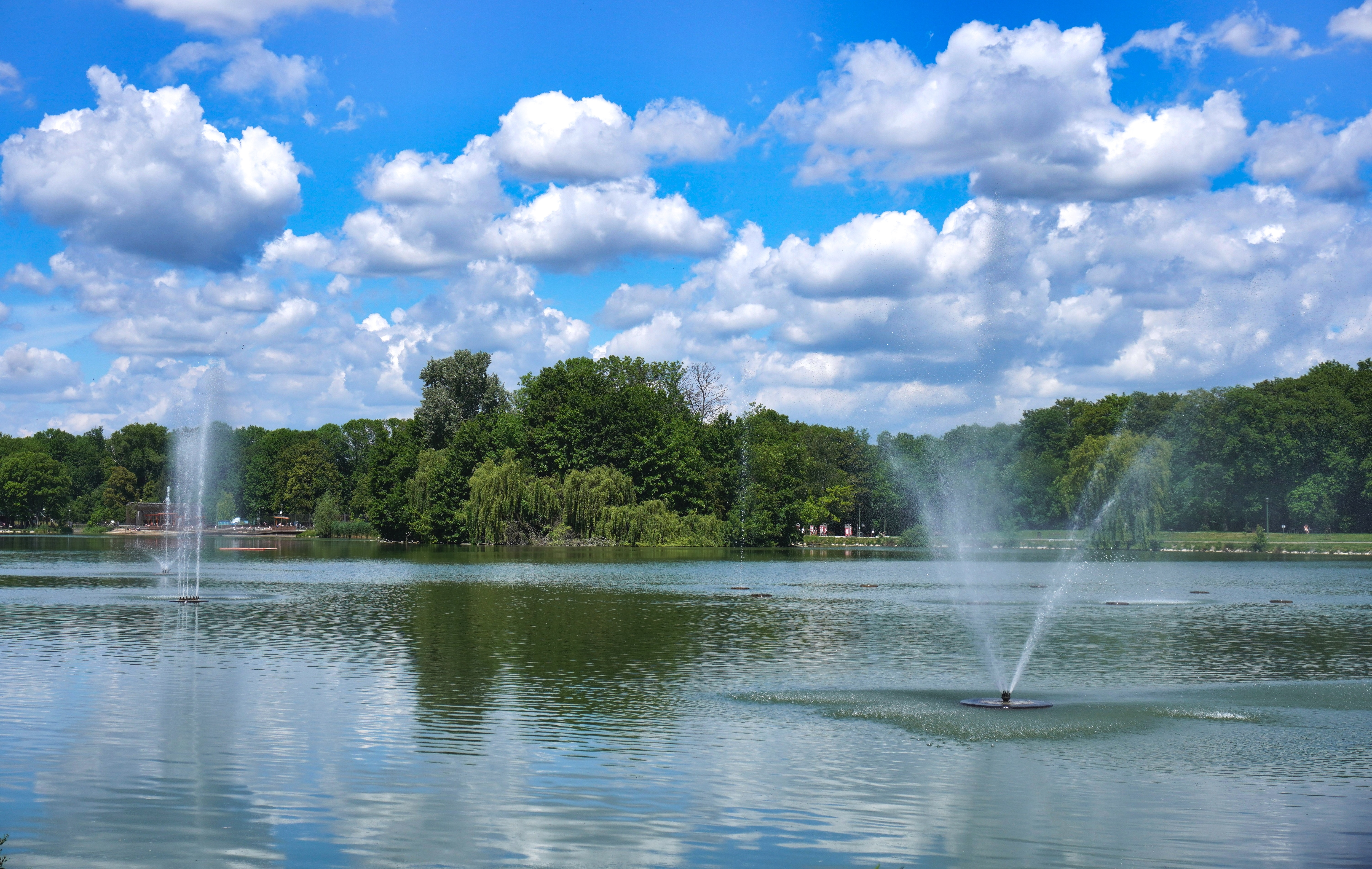
Zalew Nowohucki